# تپه میر گرد
تپه میر گرد مربوط به هزاره دوم قبل از میلاد است و در ۳۰ کیلومتری غرب مه‌آباد واقع شده و این اثر در تاریخ ۱۷ خرداد ۱۳۳۵ با شمارهٔ ثبت ۱۲۴۲ به‌عنوان یکی از آثار ملی ایران به ثبت رسیده است.